# (7232) Nabokov
(7232) Nabokov (1985 UQ) – planetoida z pasa głównego asteroid okrążająca Słońce w ciągu 3,61 lat w średniej odległości 2,35 j.a. Odkryta 20 października 1985 roku.